# خوان سانچز
خوان سانچز (انگلیسی: Joan Sánchez؛ زادهٔ ۲۶ سپتامبر ۱۹۹۲) بازیکن فوتبال اهل اسپانیا است.